# شهرستان چینگشن
شهرستان چینگشن (به لاتین: Qingshen County) یک شهرستان‌های جمهوری خلق چین در چین است که در مایشان واقع شده‌است.